# Das Gesetz des Schweigens
Das Gesetz des Schweigens (Originaltitel: E venne il giorno dei limoni neri) ist ein italienischer Gangsterfilm aus dem Jahr 1970. Camillo Bazzoni inszenierte Antonio Sabàto in der Hauptrolle des Films, der am 5. September 1989 im Privatfernsehen seine deutschsprachige Erstaufführung erhielt.

## Handlung
Vor acht Jahren wurden der junge Mafioso Rosario Inzulia und sein Freund Pasquale für ein Drogengeschäft, mit dem sie nichts zu tun hatten, als Sündenböcke für acht Jahre zu Zwangsarbeit in einem amerikanischen Steinbruch verurteilt, während in dieser Zeit Inzulias Frau starb, Pasquale ermordet wurde und Rosarios Betrieb fast pleiteging. Zurück in Palermo, bricht er mit seinen ehemaligen Kumpanen, verweigert aber auch Kommissar Modica dessen Pläne, ihn als Kronzeugen zu gewinnen. Ein väterlicher Freund, Bauunternehmer Lo Presti, greift Rosario unter die Arme, derweil dieser Rück- und Anschläge durch die Mafia hinnehmen muss. Über die Witwe Pasquales, die zu seiner Geliebten werdenden Rossana, kommt er in Kontakt mit Carmelo Rizzo, der ebenfalls eine alte Rechnung mit den Mafiosi offenhat.
Die beiden finden bald heraus, dass tatsächlich Lo Presti der Hintermann der verbrecherischen Taten war und ist. Deshalb entführt er dessen Sohn, um ihn zur Selbstanzeige zu bewegen. Da er kurz vor einem Geständnis von amerikanischen Mafiosi erschossen wird, schreibt Rosario angesichts seiner Ohnmacht alle Geschehnisse auf. Bevor er es Modica zustellen kann, wird er ermordet. Modica will weiterkämpfen.

## Kritik
Das Lexikon des internationalen Films urteilte, es sei ein „teils spannender, teils nur brutaler Gangsterfilm, der das Mafia-Problem zu oberflächlich beleuchtet.“ Der ganz auf den spektakulären Effekt setzende Film ist ganz anständig inszeniert, meinten die Segnalazioni Cinematografiche.